# Càmera instantània

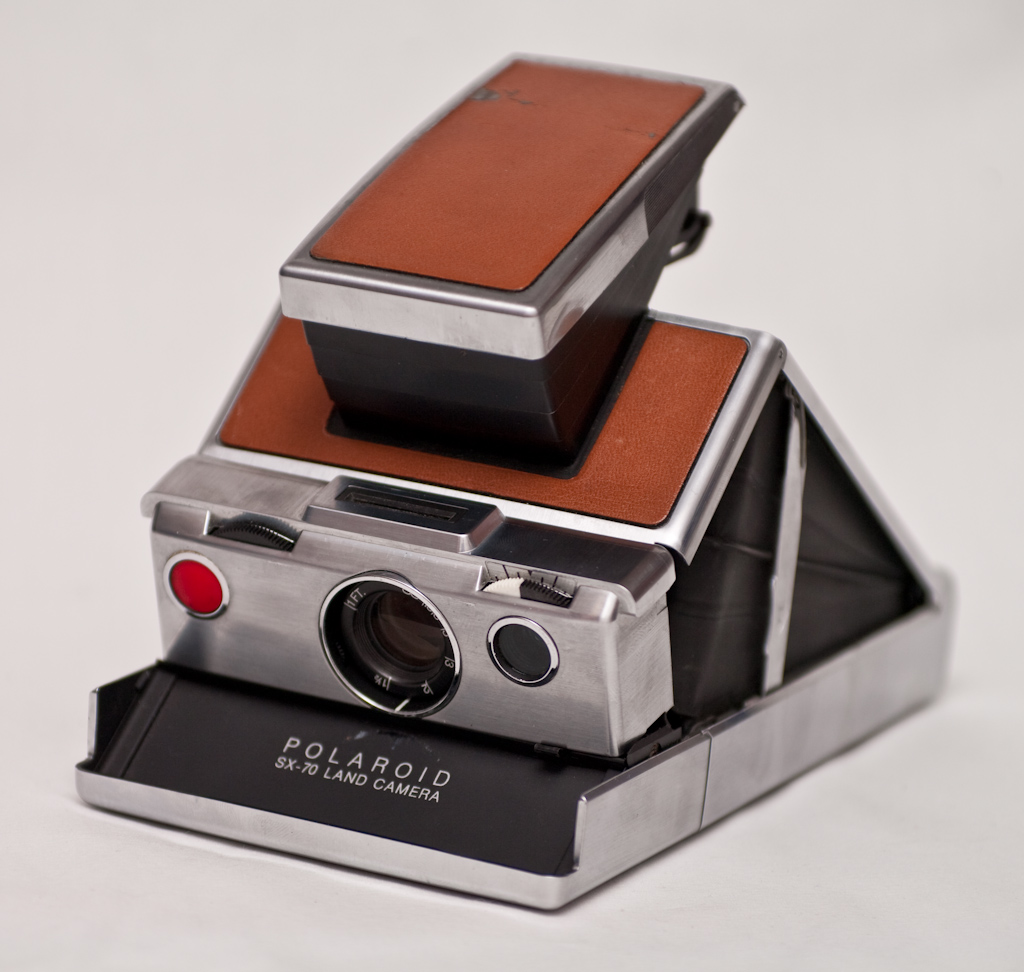
Polaroid SX-70

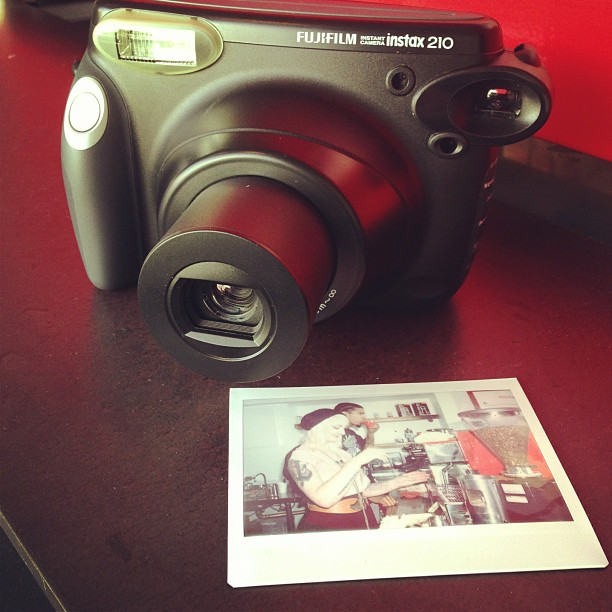
Fujifilm Instax 210 amb una fotografia instantània

La càmera instantània és una càmera que utilitza un tipus de pel·lícula que crea una empremta químicament desenvolupada poc després de fer la fotografia. Polaroid va ser l'empresa que va iniciar (i patentar) la consumició de càmeres instantànies, i va ser seguida per diversos fabricants.
La invenció de les càmeres instantànies comercials fàcils d'usar s'atribueix generalment al científic americà Edwin Herbert Land, Land, qui va descobrir la primera càmera instantània comercial: el model 95 Land Camera, el 1948, un any després de descobrir la pel·lícula instantània a Nova York. La càmera instantània més primerenca, la qual va consistir en una càmera i un portàtil en un sol compartiment, va ser inventada el 1923 per Samuel Shlafrock.
El febrer de 2008, Polaroid va caure en bancarrota per segon cop i va anunciar que interrompia la producció de pel·lícules i càmeres instantànies, va tancar tres fàbriques i va fer fora 450 treballadors. Les vendes de la pel·lícula química va caure com a mínim un 25% per any la primera dècada del segle XXI. L'any 2009, l'empresa Polaroid va ser adquirida per Holdings d'IP del PLR, LLC, que utilitzà la marca per vendre diversos productes, sovint relacionats amb les càmeres instantànies. Entre els productes que ven, hi ha la càmera instantània Polaroid Fuji Instax, i diverses càmeres digitals i impressores portàtils. Actualment, la pel·lícula continua sent feta pel Polaroid Originals (anteriorment el Projecte Impossible) que té diversos models de la càmera Polaroid, i utilitzant el format 8x10 polzades.

## Procés fotogràfic
Les càmeres instantànies es carreguen amb paquets de pel·lícula on hi ha les diferents exposicions o fotografies que podem fer. Aquests paquets de pel·lícula contenen fulls de plàstic, que són els negatius fotogràfics recoberts de químics que reaccionaran posteriorment a la llum.
Quan es pren una fotografia, s'elimina la capa del negatiu i el mecanisme de la càmera posiciona el full de l'exposició fotogràfica davant de la lent, un cop l'obturador s'obre i la llum que entra per aquest exposa el full. A continuació, el mecanisme expulsa l'exposició i obtenim la imatge.
En aquest moment d'expulsió de l'exposició, també s'hi aplica una pressió sobre les bores blanques del negatiu que provoca que els reactius químics que aquests guarden siguin expulsats i cobreixin la superfície exposada creant una reacció que produirà la imatge.
La imatge triga una estona en aparèixer, però el negatiu passa de ser d'un color gris a una imatge en color, tal com la veiem nosaltres.

## Càmeres Polaroid

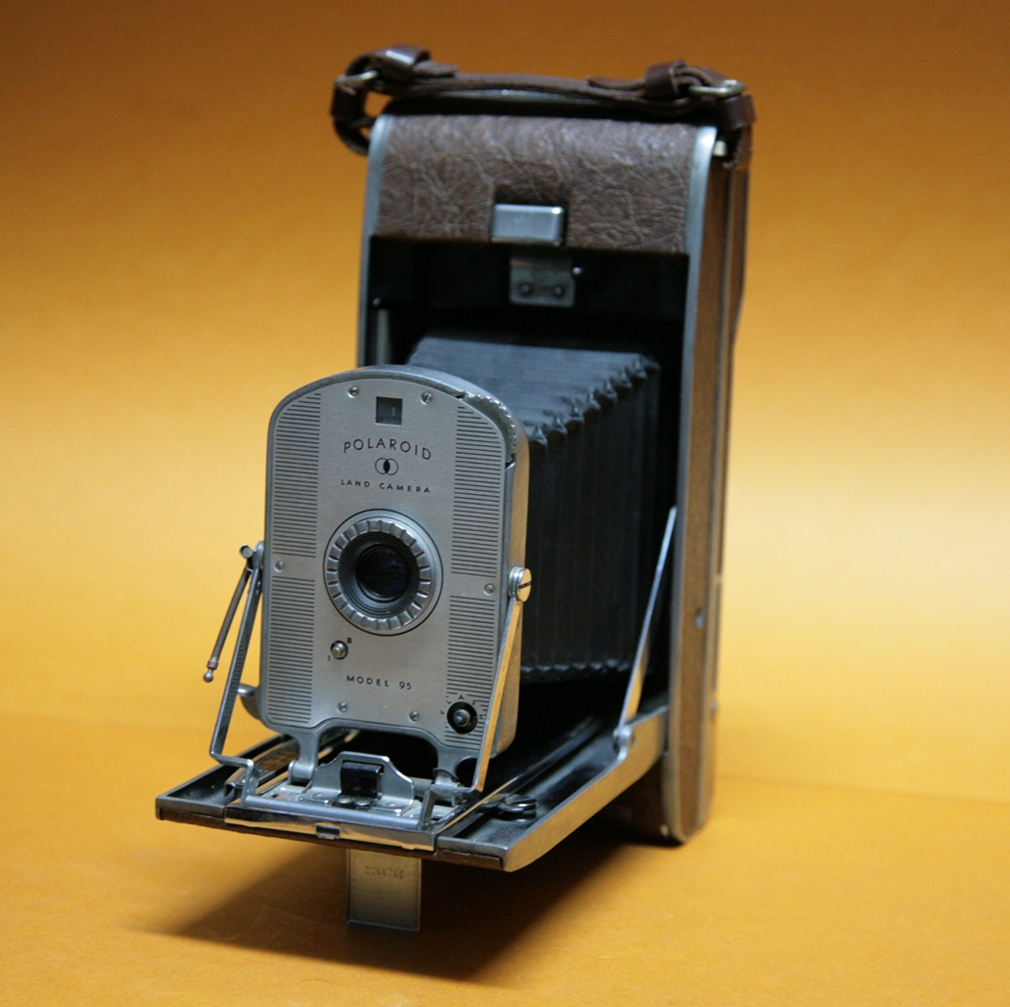
Polaroid Model 95, primera càmera instantània que l'empresa va introduir el 1948

Les càmeres Polaroid poden classificar-se segons el tipus de film que utilitzen. Les primeres Polaroids (abans de 1963) utilitzaven pel·lícula de rodet.
Aquest tipus de pel·lícula venia amb dos rodets (positiu i negatiu), que eren carregats a la càmera i oferien tres mides possibles diferents (sèries de 40, 30, i 20). La següent generació de càmeres Polaroid utilitzava un paquet de pel·lícula de 100 sèries. El fotògraf havia d'estirar la pel·lícula fora de la càmera i, al final del procés del desenvolupament, pelar la part positiva del negatiu. La pel·lícula de paquet va ser inicialment oferta en un format rectangular (sèrie de 100), posteriorment en format quadrat (sèrie de 80). La tercera generació de Polaroids, com la popular en el seu temps SX-70, utilitzava un format quadrat de pel·lícula integral, que contenia tots els components de la pel·lícula. Cada exposició es desenvolupava automàticament una vegada es prenia la fotografia. La pel·lícula que utilitzava la càmera SX-70 (o Temps Zero) va tenir un fort seguiment per artistes interessats en la manipulació d'imatges.

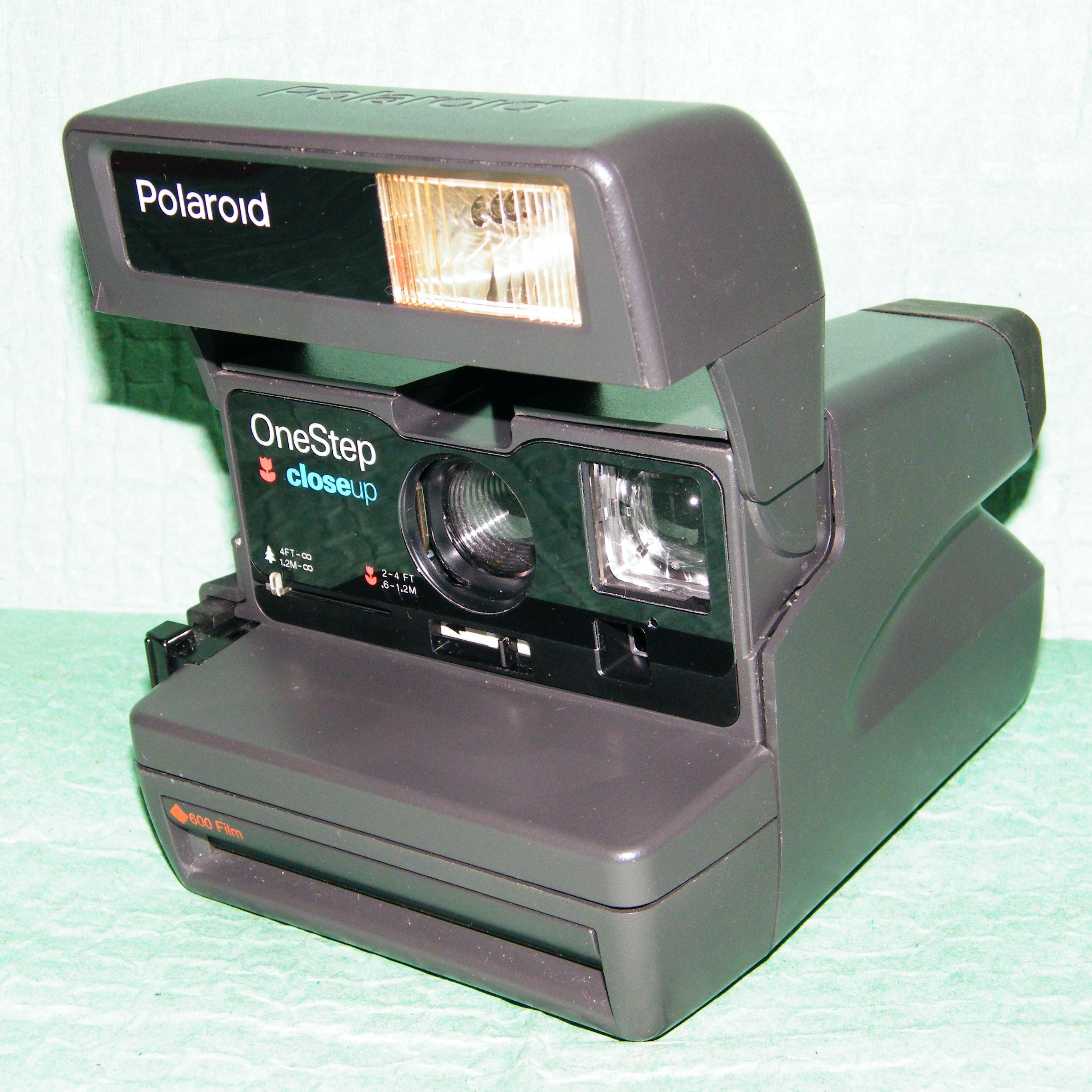
Polaroid 636.

Les càmeres de sèries de 600 com el Pronto, Sol 600, i One600 utilitzaven 600 (o la pel·lícula més difícil de trobar professionalment, 779). Aquesta pel·lícula era quatre temps més ràpida que la utilitzada en la càmera SX-70. Les càmeres Polaroid Spectra utilitzaven la pel·lícula Polaroid Spectra que tornava a un format rectangular. Les càmeres Captiva, Joycam, i Popshots (d'un sol ús) utilitzaven un carret més petit de sèrie de 500 en format rectangular. Les càmeres I-Zone utilitzaven un format de pel·lícula molt petitt que era ofert en format d'adhesiu. Finalment, les càmeres Mio utilitzaven la pel·lícula Polaroid Mio que era de la càmera Fuji Instax mini, que va passar a la marca Polaroid i que avui en dia segueix disponible amb el mateix nom Fuji Instax Mini. Aquesta mida produeix una fotografia de mida inversa. Polaroid segueix venent una càmera de format mini construïda per Fuji sota la marca Polaroid 300, i la pel·lícula està disponible en ambdues marques (Polaroid u Fuji Instax mini), que són intercanviables.

## Models

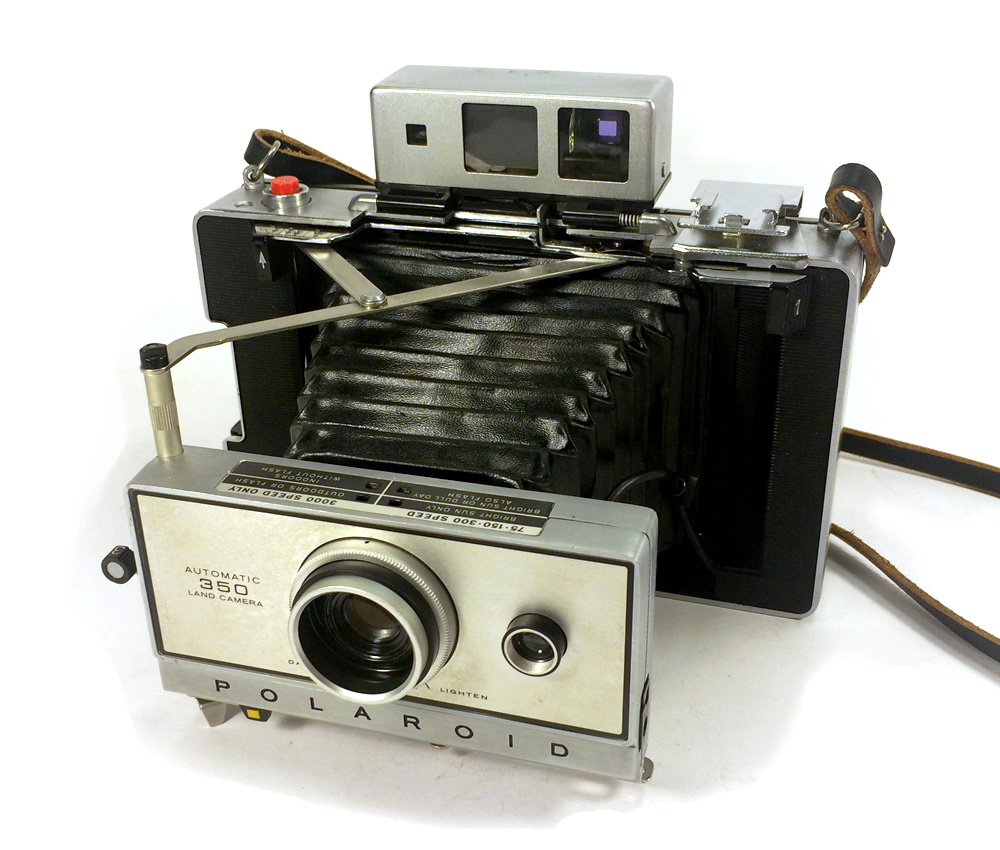
Polaroid Automàtic 350, va fer de 1969 a 1971, MSRP 150$

A mitjans del segle xx van ser introduïts molts models diferents de càmeres instantànies (tant càmeres Polaroid com no-Polaroid). Aquestes les podem classificar en funció del tipus de pel·lícula que utilitzen. El primer model de pel·lícula de rodet va ser el model 95, seguit de models posteriors que contenien diverses funcions noves. El primer model de pel·lícules de 100 sèries va ser el model 100, seguit de diversos models de la sèrie 100 a 400 i algunes càmeres ad hoc com la sèrie de recompte. Els models que utilitzaven la pel·lícula SX-70 es van introduir en una versió plegable, amb versions posteriors desplegables i de cos de plàstic. Les càmeres de 600 sèries eren totes amb cos de plàstic, però la majoria tenien un flash electrònic. Això va ser seguit per altres càmeres de plàstiques basades en pel·lícules Spectra, Captiva i Izone.

### Càmeres de pel·lícula instantània
Polaroid també va inventar i fabricar un sistema de càmera de pel·lícula instantània, anomenada Polavision. El kit incloïa una càmera, una pel·lícula, i un projector de pel·lícula. Quan la pel·lícula era presa, es treia de la càmera i s'inseria al projector, llavors es visualitzava després del desenvolupament. Aquest format era proper a la pel·lícula Super 8 mm. La pel·lícula Polavision era diferent de la pel·lícula normal, doncs era una pel·lícula additiva en la qual es barrejaven els colors primaris (vermell, verd, blau) per formar la imatge en color. El desavantatge més gran del sistema Polavision era la baixa velocitat de la pel·lícula (ASA 40), que va tenir com a conseqüència haver d'usar llums molt brillants al portar la pel·lícula, a més de requerir un reproductor especial per veure la pel·lícula desenvolupada. També mancava de capacitat d'àudio. A causa d'això, i combinat amb l'aparició de gravadores de vídeo VHS, Polavision va tenir una breu història.

## Tipus de càmeres instantànies no Polaroid

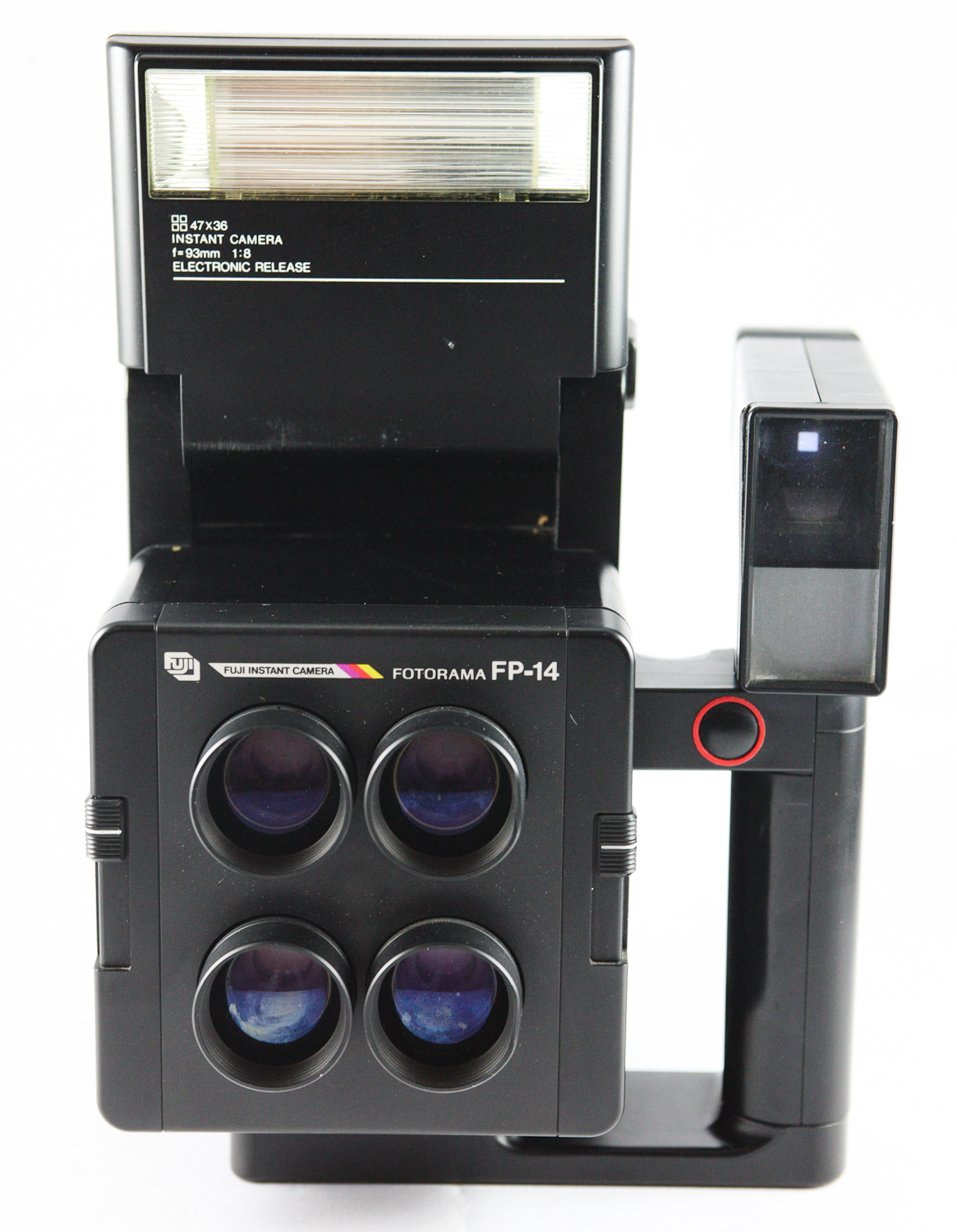
Fujifilm FP-14, una càmera de passaport pretesa per produir quatre retrats de foto d'el mateix subjecte simultàniament

Les primeres càmeres instantànies van ser concebudes abans que la invenció d'Edwin Land de la càmera instantània. Aquestes càmeres eren, tanmateix, més de cambres fosques humides portàtils que la càmera "instantània" i eren difícils d'usar.
Després que la invenció de la càmera instantània de Land fos llançada al mercat el 1948, es van desenvolupar diferents càmeres instantànies, algunes utilitzant pel·lícules compatibles amb Polaroid com ara càmeres de Keystone, Konica i Minolta. Unes altres eren incompatibles amb càmeres i pel·lícules Polaroid, la més notable d'aquestes fabricades per Kodak, com la sèrie EK i les càmeres Kodamatic.
Més tard, Fujifilm va introduir càmeres instantànies i pel·lícules en mercats seleccionats. Després d'assumir una antiga fàbrica de Polaroid el 2008, el projecte Impossible amb base a Països Baixos va començar a produir pel·lícules instantànies per a càmeres Polaroid. Això va ajudar a generar un nou interès en la fotografia instantània.

### Kodak (EK i Kodamatic)

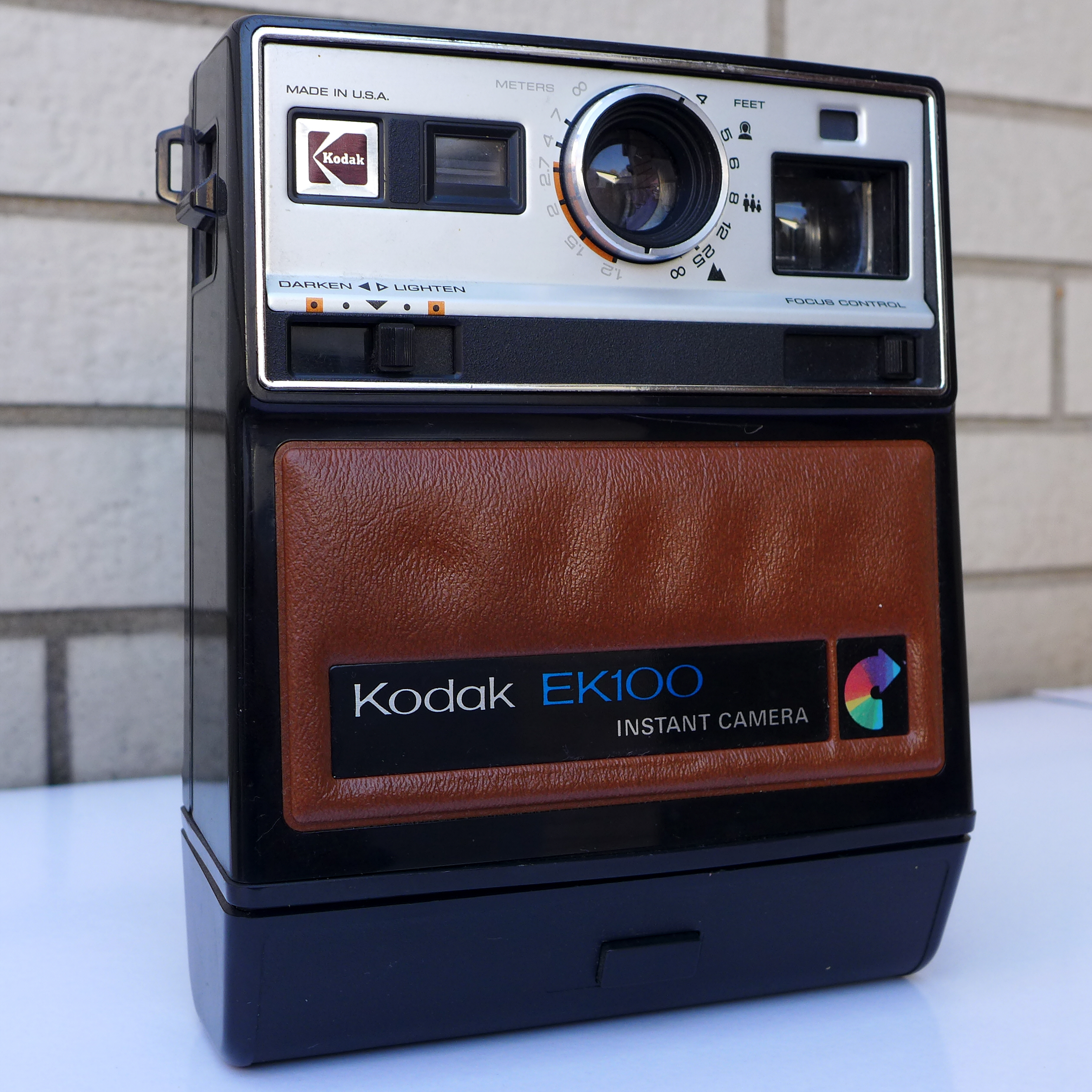
Kodak EK100

Les càmeres Kodak de la sèrie EK i Kodamatic van acceptar una pel·lícula instantània integral, desenvolupada per Kodak, similar però incompatible amb la pel·lícula SX-70 de Polaroid. La pel·lícula era químicament similar a la de Polaroid amb l'excepció que el negatiu quedava exposat des de la part posterior i els tints / desenvolupadors es difonien a la part frontal de la fotografia. Això va alleujar la necessitat d'un mirall per revertir la imatge abans d'aturar el negatiu.
Tot i així, Polaroid va posar una demanda d'infracció de patents contra Kodak i, finalment, Kodak es va veure obligada a aturar la fabricació de la càmera i la pel·lícula. Kodak també va haver de pagar un acord als clients que es quedaven sense forma d'utilitzar les seves càmeres ja desaparegudes. Una solució va ser oferida als propietaris de càmeres instantànies Kodak i un crèdit per obtenir una nova càmera Kodak. Moltes càmeres instantànies Kodak encara existeixen i es poden trobar en llocs de subhastes. Kodak també va perdre el contracte per fabricar els negatius de Polaroid que posteriorment van portar la producció a casa.

### Fujifilm

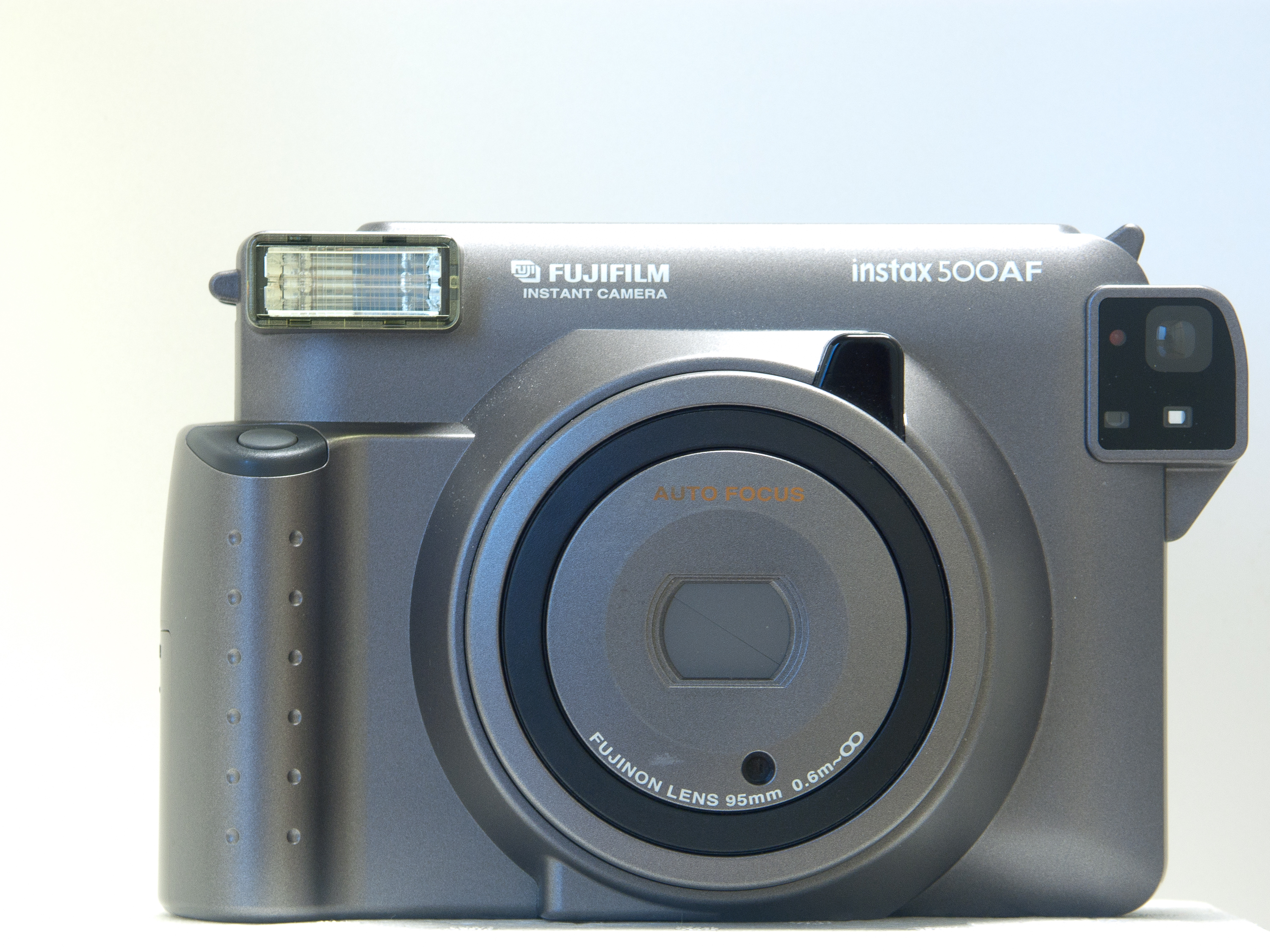
Fujifilm Instax 500càmera d'AF

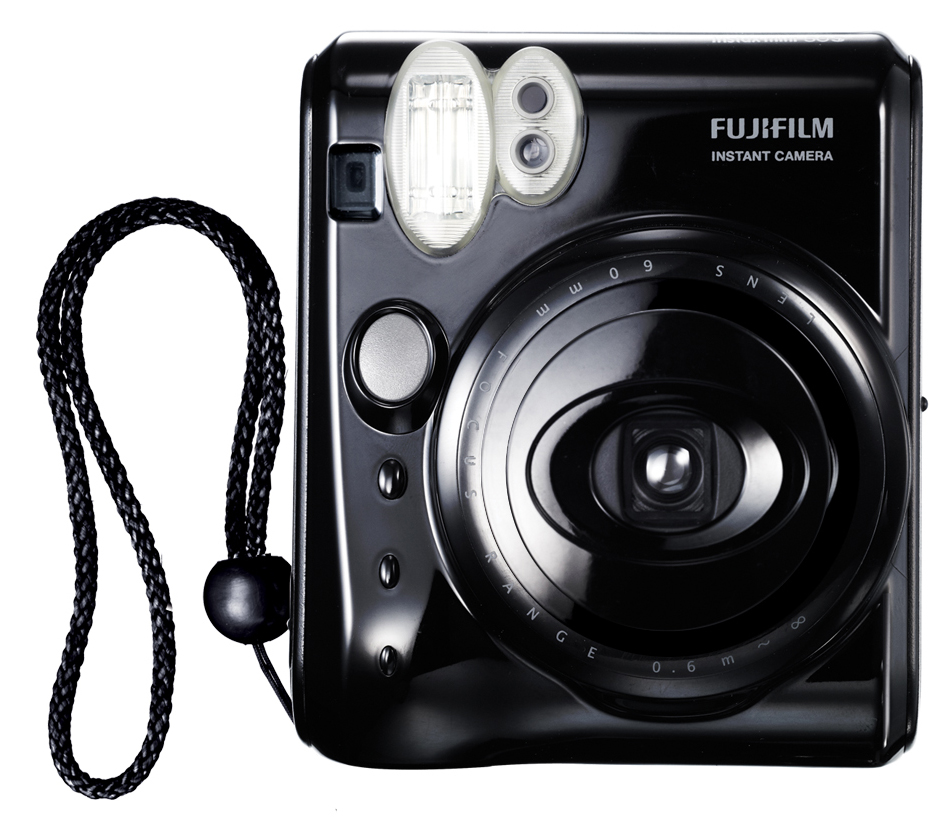
Fujifilm Instax Mini 50S càmera

Més recentment, Fujifilm va introduir una línia de càmeres instantànies i de cinema en mercats japonesos i asiàtics. Fujifilm va anomenar la seva línia de càmera instantània Fotorama. A partir de principis de la dècada de 1980, la sèrie F de càmeres inclou la F-10, la F-50S i la F-62AF. A mitjans dels anys vuitanta va introduir la sèrie 800 amb models com el MX800, 850E i el senyor Handy plegable. Les càmeres ACE van ser introduïdes a mitjans de la dècada de 1990 amb un film idèntic al de la pel·lícula de 800 però amb un cartutx diferent. Les pel·lícules integrals es basen en la línia Kodak de pel·lícules instantànies. Les pel·lícules instantànies FI-10 / PI-800 / ACE són una mica compatibles amb la línia Kodak de càmeres instantànies, amb petites modificacions al cartutx per adaptar-les. La pel·lícula de la sèrie F va ser interrompuda el 1994, però es poden fer modificacions similars en altres cartutxos de Fujifilm.
Fujifilm va ser un dels primers fabricants que van afegir diferents modes de filmació a les càmeres Polaroid. El "mode infantil", per exemple, que permet disparar fotografies a una velocitat més ràpida de l'obturador per capturar objectes ràpids o persones.

A finals dels anys noranta, Fujifilm va presentar una nova sèrie de càmeres amb una nova pel·lícula anomenada Instax, disponible en mercats fora dels Estats Units. Instax va estar disponible en una mida més petita amb la introducció de la línia Instax Mini / Cheki. Polaroid's Mio estava disponible als Estats Units, i utilitzava la mateixa pel·lícula que la sèrie Fujifilm Instax Mini, però va ser reeditada com a pel·lícula Mio. Cap dels productes de Fujifilm es va vendre oficialment als Estats Units, encara que la pel·lícula compatible amb Polaroid està disponible a través d'alguns proveïdors fotogràfics més grans. Amb l'anunci del 2008 de Polaroid cessant la producció de pel·lícules, Instax i les pel·lícules de pelar, van començar a ser disponibles en més canals.

### Lomography

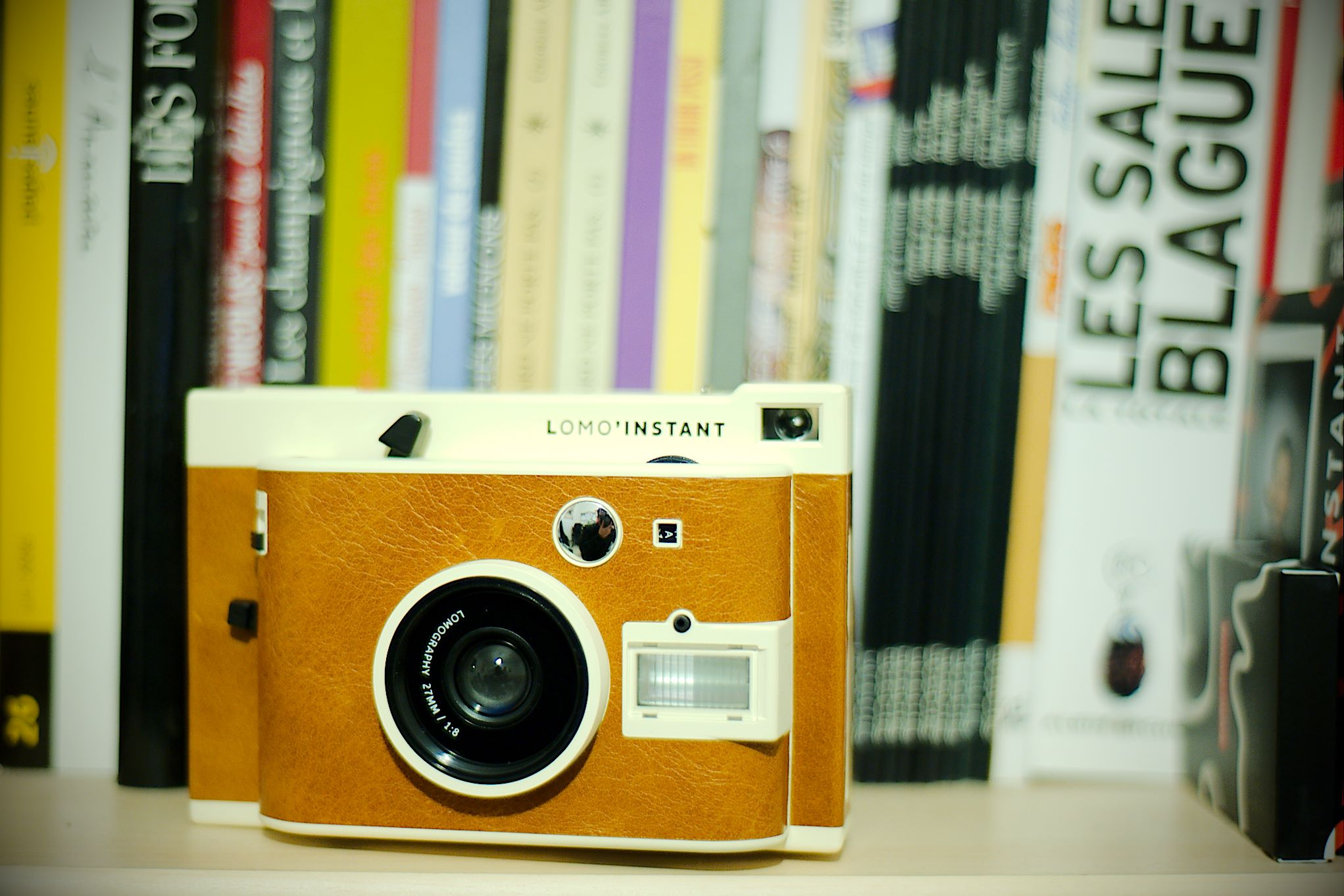
Lomography Lomo'Instant

L'any 2014, Lomography va finançar la creació d'una nova càmera instantània, la Lomo'Instant, amb més de 1,000,000$ en Kickstarter. Al igual que la càmera Instax Mini de Fujifilm, Lomo'Instant fa servir la pel·lícula Instax Mini.

L'any següent, la companyia va llançar el Lomo'Instant Wide, una variació de l'original de Lomo'Instant que dispara fotos més grans utilitzant la pel·lícula Instax Wide de Fujifilm. Aquestes imatges són més semblants a la pel·lícula Polaroid original.
A l'estiu de 2016, Lomography va anunciar el desenvolupament d'una nova càmera instantània. Conegut com a Lomo'Instant Automat, Lomography ho descriu com "la càmera instantània automàtica més avançada".

### Polaroid Originals
Com s'ha assenyalat anteriorment, Polaroid Originals (anteriorment Impossible Project) produeix una pel·lícula instantània per a càmeres Polaroid. A la primavera de 2016, Impossible Project va llançar la seva pròpia càmera instantània, l'Impossible I-1 que utilitza les pel·lícules de tipus I de la companyia. Al setembre de 2017, l'ara anomenat Polaroid Originals, va anunciar el Polaroid OneStep 2 que també utilitza les seves pel·lícules de tipus de 600 i I-Type.

### MiNT Càmera

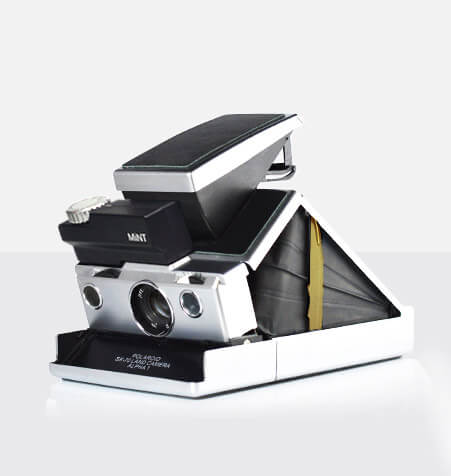
The Ultimate Flagship SLR670-S

L'any 2015, MiNT Camera va llançar la InstantFlex TL70, una càmera instantània amb aspecte reflexiu de doble bessó que utilitza la pel·lícula de Fuji Instax Mini en comptes de la pel·lícula SX-70.
El 2016, va llançar el Ultimate Flagship SLR670-S. Té l'aspecte d'un Polaroid SX-70, però amb un sistema ISO 640.

## Ús
Les càmeres instantànies han tingut molts usos al llarg de la seva història. El propòsit original de les càmeres instantànies va ser motivat per la pregunta que Jennifer Land va fer al seu pare (Edwin Land): "Per què no puc veure-les ara (les fotografies)?" Moltes persones gaudeixen de veure les seves fotos poc després de prendre-les, cosa que els permet reprendre la foto si no ha sortit bé. Tanmateix, les càmeres instantànies també van resultar ser útils per altres finalitats com ara fer fotografies per a les targetes d'identificació, fotografies de passaports, fotografies d'ultrasons i altres usos que requereixen una foto instantània. També van ser utilitzades per agents de policia i investigadors d'incendis a causa de la seva capacitat de captar una imatge instantània inalterable. Els fotògrafs professionals de mitjà i gran format també han utilitzat les càmeres instantànies de major alçada per previsualitzar la il·luminació abans de prendre la foto de format mitjà i / o mitjà més costós. La pel·lícula instantània també s'ha utilitzat de manera similar a l'art popular ("folk art"), inclosa la transferència de les imatges / emulsió i manipulació d'imatges.
Els supervisors de seqüència en la producció de les pel·lícules utilitzaven càmeres instantànies de manera estàndard per ajudar a la continuïtat visual fotografiant personatges o conjunts, produint fotografies a les quals es podrien referir instantàniament quan s'havia de reiniciar i disparar una determinada configuració o caràcter, o recupera-la més tard degut a la no programació lineal del rodatge d'una producció de pel·lícules o de televisió (és a dir, una pel·lícula és rarament filmada en l'ordre cronològic de la narració de la pel·lícula a causa del temps, la ubicació o de les restriccions financeres). Els supervisors de seqüència ja no utilitzen càmeres instantànies, ja que fan ús de la tecnologia digital.
Amb l'arribada de la fotografia digital, gran part de l'atractiu i els advantatges de la càmera instantània s'ha transferit a les càmeres digitals. Les càmeres fotogràfiques de passaport han passat al digital, deixant les càmeres instantànies a un nínxol de mercat.

## Prenent una fotografia instantània

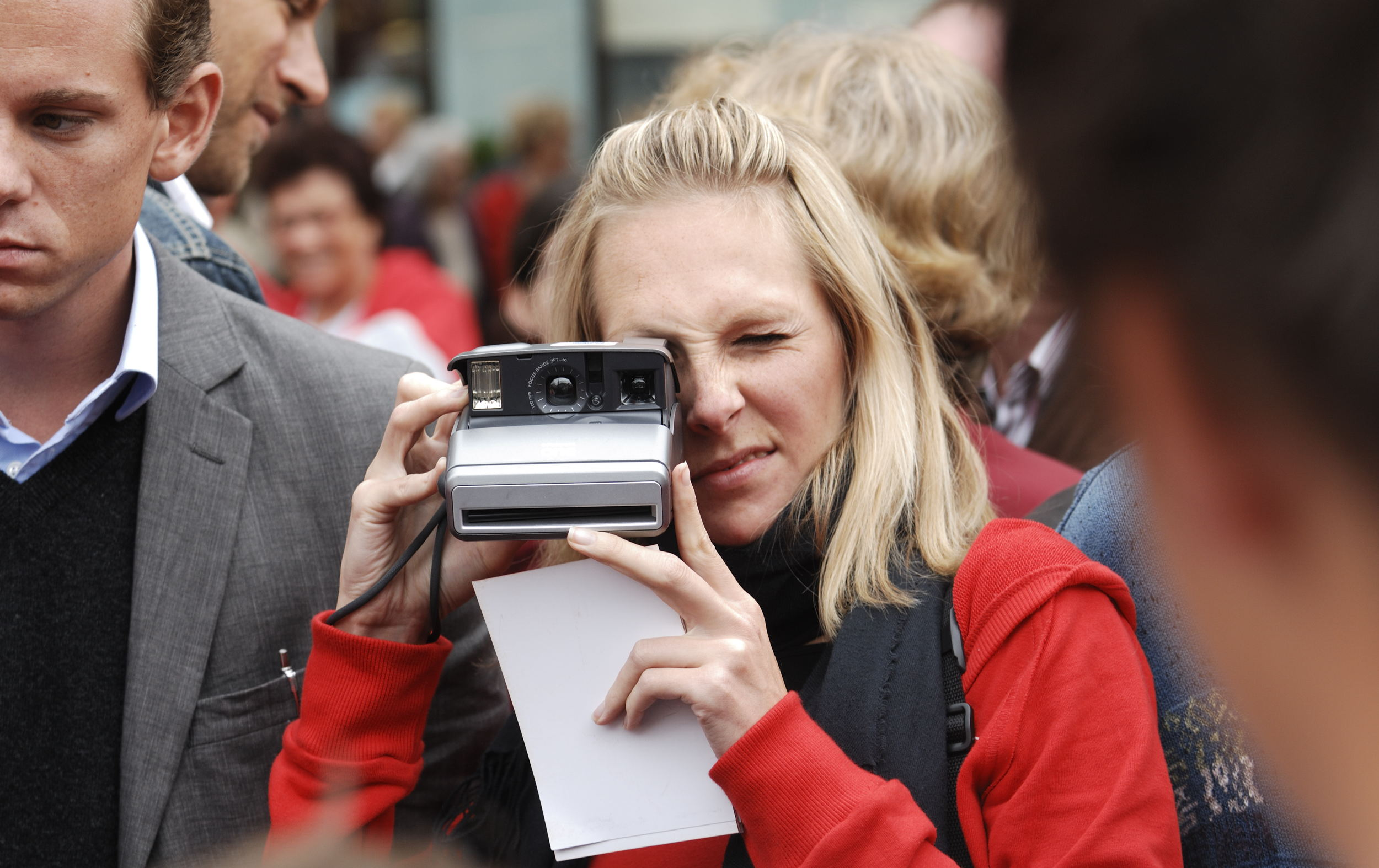
Utilitzant una càmera instantània

La idea original d'Edwin Land darrere de la fotografia instantània era la de crear un sistema fotogràfic que fos senzill d'usar per a qualsevol persona. Les primeres càmeres de pel·lícula de rodets requerien que el fotògraf utilitzés un mesurador de la llum per fer una lectura del nivell de llum, i després establir la configuració de l'exposició a la lent. Després, la lent se centrava i s'emmarcava l'objecte, llavors es prenia la foto. El fotògraf lliscava un interruptor i treia la pestanya gran a la part posterior de la càmera per treure el negatiu sobre el positiu, a través d'alguns rodets per difondre l'agent de desenvolupament. Després que la imatge es desenvolupés a l'interior de la càmera durant el temps necessari, el fotògraf obria la porta petita de la cambra i pelava el positiu del negatiu. Per a evitar que desaparegués, el positiu en blanc i negre havia d'estar revestit amb un agent de fixació, un procediment potencialment desordenat que va conduir al desenvolupament de la pel·lícula de paquet instantani sense recobriment.
La majoria de càmeres de pel·lícula de rodet estaven equipades amb exposició automàtica, però encara havien de centrar-se pel fotògraf i es necessitava una unitat de bombeta o cubeta flash per utilitzar-la amb film de color a l'interior. El desenvolupament de la pel·lícula va obligar el fotògraf a treure dues pestanyes, la segona pestanya que va treure el "sandvitx" positiu / negatiu de la càmera, que es desenvolupava fora de la càmera. Si la temperatura era inferior a 15 ° C (60 ° F), es col·locava el "sandvitx" positiu / negatiu entre dues plaques d'alumini i es col·locava a la butxaca de l'usuari o sota el braç per mantenir-lo calent durant el desenvolupament. Després del temps de desenvolupament requerit (15 segons a 2 minuts), el positiu (amb la imatge latent) se separava del negatiu.
Les càmeres de pel·lícula integrals, com ara les càmeres SX-70, 600, Spectra i Captiva, van fer un llarg camí per assolir l'objectiu d'Edwin Land de crear un procés sense fissures en la producció de fotos instantànies. El fotògraf només apuntava la càmera a l'objecte, l'enquadrava i prenia la foto. La càmera i la pel·lícula feien la resta, incloent ajustar la configuració de l'exposició, tenint cura del focus (només els models d'autofocus Sonar), utilitzant un flaix si calia (600 sèries o més) i expulsant la pel·lícula, que es desenvolupava sense intervenció del fotògraf.

## Andy Warhol i la fotografia instantània
La càmera instantània SX-70 (1972-1981) no només va revolucionar el mercat fotogràfic, sinó que també va influir en l'art i la forma de fer fotografies. Molts fotògrafs van començar a veure les Polaroid com un llenç inacabat que necessitava un toc personal i, tot i que alguns ja retocaven les seves fotografies instantànies abans de l'aparició de la SX-70, va ser a partir de l'aparició d'aquesta que l'artista es va interessar en donar aquest toc més personal i a experimentar amb les fotografies, i és que la pel·lícula d'aquesta càmera permetia modificar, rascar i distorsionar l'emulsió, donant com a resultat diferents efectes en la imatge.
L'artista Lucas Samaras, per exemple, va ser dels primers a modificar les imatges preses amb la Polaroid SX-70 mitjançant la "transferència Polaroid". Així, desenvolupa la sèrie "autoentrevistes", un conjunt d'autoretrats en els quals ocupa el lloc d'un model en diferents circumstàncies.
John Reuter, el director de l'estudi 20 × 24 de Polaroid, va ser un altre dels grans experts en transferència de Polaroid, i durant anys va experimentar amb les fotografies instantànies.
Andy Warhol, per la seva banda, també va fer ús de les càmeres instantànies. La realitat és que Warhol va començar a prendre fotografies instantànies per tal d'utilitzar-les com a esbossos de les seves populars litografies. Tanmateix, la seva peculiar visió i el pas del temps ha convertit aquestes Poraloid en fotografies molt famoses i interessants des del punt de vista artístic, i s'han arribat a convertir en nous objectes de culte per als seguidors de Warhol i els col·leccionistes. A més a més, també formen part del pop-art o la cultura pop.
La majoria d'aquestes fotografies són retrats de figures famoses de l'època (anys 70 i 80) que posen davant la lent de l'artista, tot i que també trobem retrats de persones anònimes, elements de la vida quotidiana, aliments i animals, i fins i tot alguns autoretrats o 'selfies'. Entre les celebritats, podem trobar persones com Mick Jagger, John Lennon, Yoko Ono, OJ Simpson, Jimmy Carter, Truman Capote, Grace Jones, Arnold Schwarzenegger, Alfred Hitchcock, Dennis Hopper, Farrah Fawcett, Cassius Clay, Sylvester Stallone, Liza Minnelli, John McEnroe, Johnny Cash o Jim Morrison. Aquestes fotografies van exposar-se per primera vegada al Museu Nasher de la Universitat de Duke l'any 2010, en una exhibició de més de 250 imatges.
Així doncs, Warhol prenia fotografies instantànies (o les feia fer als seus assistents) per crear posteriorment les seves litografies. Aquestes imatges les feia amb un tipus de càmera Polaroid especial (Polaroid Big Shot) que la marca va decidir mantenir en producció per satisfer exclusivament a l'artista. La seva aproximació fotogràfica a la pintura i la seva visió personal de la fotografia instantània van inlfluir en la seva fotografia artística posterior.
Tot i que Warhol sempre va proclamar el seu amor per la fotografia, el seu treball fotogràfic és una de les facetes menys explorades de l'artista, i aquestes Polaroids no surten a la llum freqüentment. Tot i això, són una ullada més a la carrera d'un dels artistes més rellevants del segle xx.